# یهودی ابدی (فیلم ۱۹۴۰)
یهودی ابدی (به آلمانی: Der ewige Jude) یک فیلم مستند ساخته ۱۹۴۰ در رایش آلمان است. این عنوان فیلم در آلمانی کاراکتر یهودی سرگردان در فولکلور قرون وسطی ست. فیلم به درخواست یوزف گوبلز توسط فریتس هیپلر ساخته شد. این فیلم بعد از حمله نازی‌ها به لهستان ایجاد شد. در این زمان جمعیت یهودی لهستان چیزی حدود سه میلیون نفر بود که ده درصد جمعیت این کشور را تشکیل می‌دادند. فیلم توسط هری گیزه روایت می‌شود.

## پیش زمینه
هیتلر و گوبلز اعتقاد داشتند که فیلم ابزار بسیار قدرتمندی در ایجاد نفرت از یهودیان در بین مردم آلمان است. در سال ۱۹۳۰ حزب نازی یک دپارتمان فیلمسازی ایجاد کرد. گوبلز نیز به صورت شخصی علاقه‌مندی خود را به همکاری در این بخش ابراز کرده بود. گوبلز قصد داشت سه فیلم ضد یهودی به نام‌های «یهودی ابدی»، «زوس یهودی» و «روتشیلدها» بسازد. در سال ۱۹۳۷ شاخه پروپاگاندای حزب نازی نمایشگاهی هنری به نام یهودی ابدی در مونیخ برپا کرد. در این نمایشگاه ۲۵۶ عکس که به عقیده حزب نازی نشاندهنده بد بودن نژاد یهودی بود نمایش داده شده بود. در سال ۱۹۳۸ گوبلز به سخنرانیهای شدید علیه یهودیان پرداخت که باعث اتفاق کریستالناخت شد. با اینکه کریستالناخت از نظر احساسی بسیاری از سران ضد یهود حزب نازی را ارضا می‌کرد ولیکن هیتلر آن را اتفاقی بسیار بد در عرصه بین‌المللی می‌دانست. هیتلر اعتقاد داشت که حزب نازی نباید مردم را تشویق به خشونت علیه یهودیان کند، بلکه باید با ایجاد زمینه کاری کند که مردم خود علیه یهودیان خشونت نشان دهند. گوبلز به دستور هیتلر شروع به تهیه سه فیلم ضدیهودی نمود. گوبلز بیشتر مایل بود پیام ضد یهودی فیلم به صورت مخفی مانند فیلم «سوس یهودی» باشد و از روش استفاده شده در فیلم «یهودی ابدی» که در آن پیام ضدیهودی توسط گوینده خوانده می‌شد خوشش نمی‌آمد.

## تهیه فیلم
به دستور گوبلز تهیه فیلم آغاز شد. تولید فیلم حدود یکسال طول کشید. گوبلز در این زمان وقت زیادی صرف تهیه این فیلم نمود. او از سال ۱۹۳۸ مایل بود که فیلمسازان او به لهستان رفته و از گتوی یهودیان فیلم تهیه کنند؛ ولیکن در این زمان دولت لهستان اجازه اینکار را به آلمانی‌ها نداد. بعد از تسخیر لهستان در سال ۱۹۳۹ او به هیپلر دستور داد که به همراه تیم فیلمسازی خود به لودز، ورشو، کراکف و لوبلین رفته و از یهودیان لهستان فیلم تهیه کند.

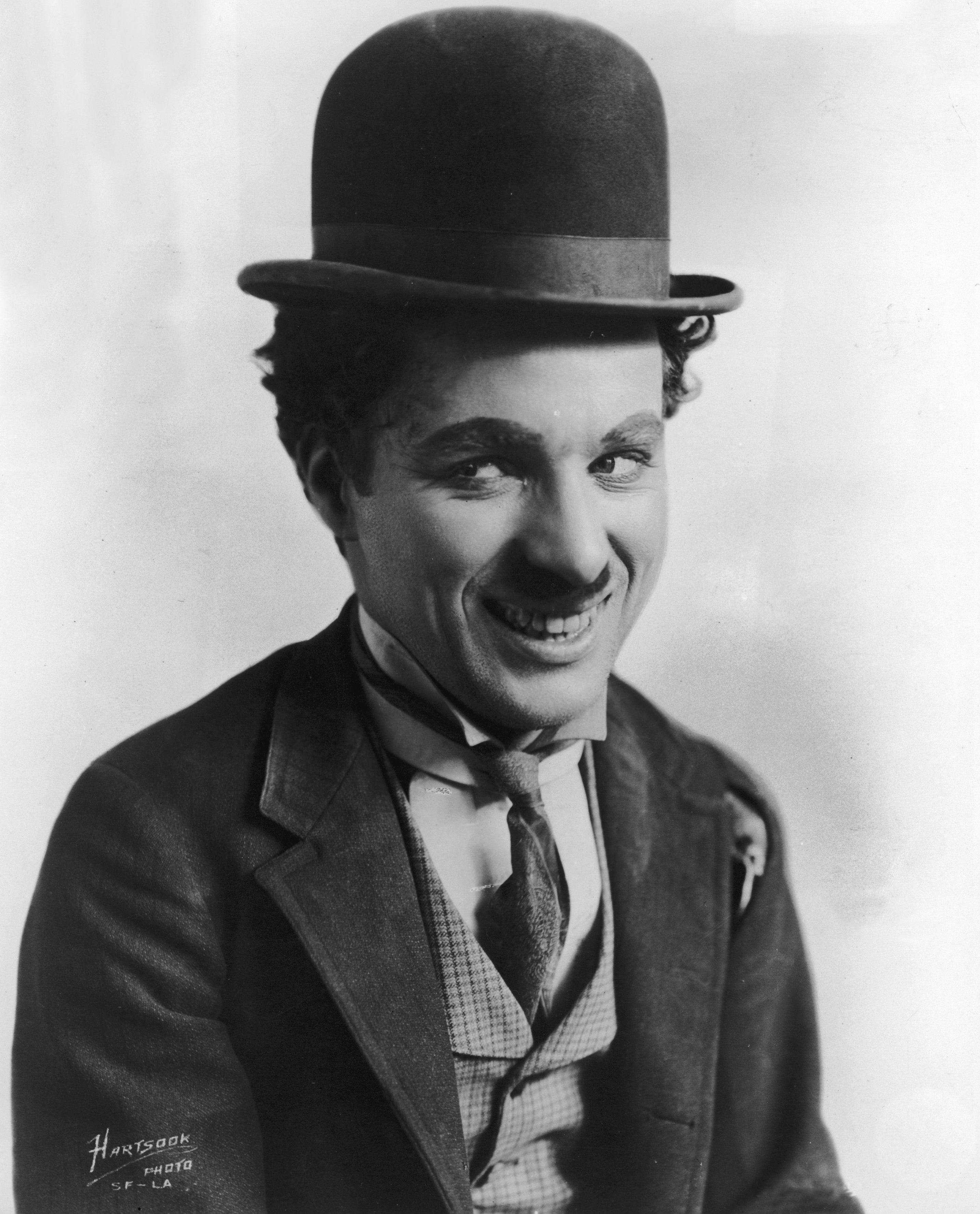
از چارلی چاپلین در فیلم به عنوان یهودی یاد می‌شود.

این فیلمها که از یهودیان لهستان گرفته شده بود برای مقایسه زندگی واقعی یهودیان با آنچه در ادامه فیلم زندگی آنها با نقاب در بین مسیحیان انجام می‌شد استفاده شد. گوبلز و هیپلر یهودیان را مجبور کردند که به روش زندگی روزمره خود بپردازند در زمانی که تیم فیلمبرداری از زندگی آنها فیلمبرداری می‌کردند. در یکی از صحنه‌های فیلم یهودیان در کنیسه نشان داده می‌شوند که به خود تفیلین بسته‌اند؛ ولیکن در ابتدا گوینده می‌گوید که امروز سه شنبه است حال آنکه کنیسه در روز سه شنبه به خواندن تورات نمی‌پردازد. در این فیلم یهودیان را چون انگل‌های فرهنگی سرگردان نشان می‌داد که فقط به دنبال ارضای نیازهای جنسی و کسب ثروت هستند.

## قسمت‌های مختلف
فیلم به چند بخش اصلی تقسیم شده است:
- فیلمبرداری از گتوی یهودیان در لهستان
- بحث در مورد مسائل فرهنگی، سیاسی و اجتماعی که دارای ریشه یهودی هستند.
- مسائل مذهبی، دستورهای دینی یهودیان و ذبح کوشر
- سخنرانی آدولف هیتلر در رایشستاگ و رژه سربازان اس.اس.

## قالب‌های اصلی
فیلم بیشتر سعی دارد به تضادی که در ذهن نازی‌ها بین نژاد بد یهودی و نژاد خوب آلمانی وجود دارد اشاره کند. فیلم بر اساس نظر گوبلز قرار بود نژاد انگل‌گونه یهودی را نشان داده و دشمنی با آنها را توجیه کند. فیلم تلاش می‌کند که نشان دهد یهودیان کلاهبردار هستند، دارای روح نیستند و با آلمانی‌ها متفاوتند. کشتن آنها یک جرم نیست بلکه یک نیاز است همانگونه که کشتن موشها کار بدی نیست و باعث تمیزی می‌شود.
مجله رسمی حزب نازی در زمان تولید این فیلم، آن را دربارهٔ مهاجرت ۲۰۰۰ ساله موشها دانست. نویسنده می‌نویسد که فیلم زندگی کامل یهودیان را نشان می‌دهد و بهترین روش برای مقابله با نژاد انگل را نشان می‌دهد. نویسنده مهاجرت یهودیان از خاورمیانه به مصر را مهاجرت دسته جمعی موشها برای از بین بردن اموال دیگران می‌خواند. او می‌گوید که روش یهودیان رسیدن به مقصد و کنترل اقتصاد است. نویسنده ذبح مذهبی یهودیان را مورد انتقاد قرار داده و آن را غیرانسانی می‌داند.

### یهودیان به عنوان غیرمتمدن و انگل
ریچارد تیلور معتقد است که مهم‌ترین پیام این فیلم این است که یهودیان گروهی وحشی هستند که به طرزی هوشمندانه به جوامع اروپایی نفوذ کرده و از آن به صورت انگل‌گونه استفاده می‌کنند. این مسئله از ابتدای فیلم مورد تأکید قرار می‌گیرد.
فیلم اشاره می‌کند که یهودیان متمدن شده که در آلمان دیده می‌شوند تنها بخش کوچکی از واقعیت یهودی است. سپس فیلم به سراغ گتوی یهودی در لهستان می‌رود، و اشاره می‌کند که یهودی قبل از اینکه ظاهر آلمانی خود را مخفی کند در چنین شرایطی زندگی می‌کند.
سپس فیلم یهودیان را به صورت موجوداتی بی‌تمدن، انگل‌گونه و بدون وضعیت اجتماعی نشان می‌دهد. بیشتر این تصاویر از یهودیان واقعی در گتوی ورشو تهیه شده بوده است. این افراد به عمد از بین طبقه فقیر و بدلباس انتخاب شده بودند. محل گرفتن این تصاویر بسیار کثیف است. بیشتر پیام فیلم در این صحنه‌ها این است که یهودیان به صورت تاریخی در گتو زندگی کرده‌اند و این انتخاب آنان بوده است. فیلم اظهار می‌کند که این وضعیت طبیعی یهودیان است. حال آنکه افرادی نظیر رایمر اعتقاد دارند وضعیت نشان داده شده در فیلم در اثر حمله نازی‌ها به وجود آمده است.
فیلم سعی زیادی می‌کند که یهودیان و موش‌ها را یکسان نشان دهد. در یک صحنه فیلم گله‌ای موش را نشان می‌دهد که از لوله‌های فاضلاب در حال حمله به مقصدی هستند. فیلم سعی می‌کند این صحنه را با مهاجرت یهودیان به اروپا یکسان بداند. گوینده می‌گوید که همانگونه که موش‌ها در بین حیوانات بسیار کثیف و منبع آلودگی هستند، یهودیان نیز در بین انسان‌ها پایینتر سطح انسان و کثیف‌ترین آنان هستند؛ ولیکن گوینده ادامه می‌دهد که یهودیان دارای قدرت غیرقابل باوری در تغییر قیافه و شبیه‌سازی خود به میزبان خود هستند. سپس فیلم یک یهودی با ریش بلند و لباس یهودی نشان می‌دهد و در صحنه بعد همان شخص را در کت و شلوار و لباس مدرن نشان می‌دهد و می‌گوید که تنها یک چشم تمرین یافته می‌تواند بفهمد که این فرد همان یهودی کثیف است.

### تأثیر اقتصادی
فیلم ادامه می‌دهد
سپس فیلم یهودیان را مقصر در نرخ بیکاری بالای آلمان می‌داند. فیلم ادعا می‌کند که آنها به وسیله رباخواری به تمامی حرفه‌ها نفوذ کرده و اموال آلمانیها را از چنگ آنها ربودند:
فیلم به منبعی برای این اعداد اشاره نمی‌کند؛ ولیکن عددهای ذکر شده در فیلم مشابه اعدادی است که پژوهشگرانی که جزو حزب نازی نبودند در این زمان ذکر کرده‌اند.
در سال ۱۹۳۳، در آلمان ۵۶۰۰ پزشک یهودی و ۳۰۳۰ وکیل یهودی وجود داشته است که مطابق درصد ذکر شده در فیلم است. در جمهوری وایمار تعداد بسیار زیادی پرونده شهروندی به دست وکلای یهودی به موفقیت رسید. قوانین نورنبرگ به صورت مشخصی دستور داد که قاضی‌های آلمانی تمامی حکم‌های قاضی‌های یهودی را لغو کنند و سیستم بیمه آلمان به پزشکان یهودی پولی پرداخت نکند.
عدد ذکر شده در مورد ثروت یهودیان احتمالاً ثروت خانواده روتشیلد را هم در نظر گرفته است. خانواده روتشیلد در قرن ۱۹ ثروتمندترین خانواده در تمامی دنیا بودند. در زمان روی کار آمدن حزب نازی شاخه اتریشی خانواده روتشیلد ممنوع شد و بانکهای آن ملی شدند.
فیلم ادعا می‌کند که یهودیان به طرز غیرقابل باوری در جنایات مدیریت شده حضور دارند. فیلم می‌گوید که یهودیان ۸۲٪ سازمانهای مافیا، و ۹۸٪ تجارت روسپیگری را در اختیار دارند. فیلم می‌گوید که بیشتر لغات استفاده شده توسط مجرمین دارای ریشه عبری است.

### یهودیان به عنوان غیرطبیعی و بیمار
فیلم بسیار به این مسئله اشاره می‌کند که فرهنگ اروپایی توسط یهودیان فاسد شده است. فیلم سپس به یهودیانی که مورد خشم آدولف هیتلر بودند نظیر آلبرت انشتین و رزا لوکزامبورگ اشاره می‌کند. انشتین به عنوان یهودی نسبی‌گرا که نفرت خود را از آلمانی‌ها پشت سر علم تقلبی خود مخفی می‌کند مورد اشاره قرار می‌گیرد. سپس فیلم بازیگران یهودی آلمانی را مورد انتقاد قرار می‌دهد. در سکانس بعدی چارلی چاپلین نیز یهودی خوانده می‌شود.
سپس فیلم چندین صحنه از فیلم هالیوودی خانه روتشیلدها محصول سال ۱۹۳۴ را نشان می‌دهد. در این صحنه میر روتشیلد که مردی بسیار ثروتمند است برای کلک زدن به مأمور مالیات لباسی مندرس به تن می‌کند. صحنه بعدی او را در حال نصیحت به پسرانش نشان می‌دهد که می‌گوید که بانکداری بین‌المللی ایجاد کنند و از کشورها در زمان جنگ ثروتمند شوند.
فیلم می‌گوید که یهودی به صورت ذاتی به هرچیزی غیرطبیعی و بیمار علاقه‌مند است. فیلم برای این موضوع صحنه‌ای از فیلم فریتز لانگ به نام ام را نشان می‌دهد که در آن یک قاتل کودکان خود را بیمار می‌داند و طلب آزادی می‌کند. در این صحنه فیلم تلاش می‌کند که بگوید که یهودیان به صورت ذاتی بیمارند و باید بمیرند.

### هنر فاسد
فیلم سپس به آثار هنری فاسد کننده که توسط یهودیان تولید شده است می‌پردازد. هنر فاسد به نظر فیلم هنر ابستراسیون و آثار هنری افرادی نظیر جورج گروسز و امیل نولده است.

### دین یهودی
بعد از اینکه فیلم نشان می‌دهد که چگونه یهودیان مسئول فاسد کردن علم، هنر، تجارت و موسیقی غربی هستند صحنه‌ای از ذبح کوشر توسط یهودیان را نشان می‌دهد. در این صحنه یک گاو به صورت کوشر ذبح می‌گردد. در این صحنه و صحنه‌های بعدی گاوها و گوسفندها به صورت کوشر ذبح می‌شوند و خون آنها خارج می‌شود. این صحنه به دلیل مخالفت هیتلر با خشونت با حیوانات و ممنوع کردن ذبح کوشر توسط وی به فیلم اضافه شده بود. این صحنه‌ها از نسخه فیلم که برای کودکان تهیه شده بود حذف شد.

### سخنرانی هیتلر
فیلم با نمایش سخنرانی هیتلر در رایشستاگ به پایان می‌رسد که در آن او می‌گوید:
صحنه آخر فیلم نیروهای ارتش آلمان را در حال رژه نشان می‌دهد.

## موفقیت تجاری
این فیلم با اینکه کمی پس از فیلم بسیار پرفروش یهودستیزانه «سوس یهودی» منتشر شد فروش بسیار کمی داشت. در فیلم سوس یهودی پیام فیلم در قالب یک درام است و به صورت مستقیم نیست ولیکن این فیلم پیام ضدیهودی خود را مستقیم بیان می‌کند. همچنین فیلم سوس یهودی از بازیگران مطرح آلمانی در آن زمان استفاده نمود ولیکن فیلم یهودی ابدی دارای صحنه‌های معمولی از گتوی یهودیان بود. بر اساس آمار موجود کمتر از یک میلیون نفر از این فیلم در سینما بازدید کردند که در مقایسه با فیلم سوس یهودی بسیار ناچیز بود.

## در آلمان امروزی
نمایش این فیلم در آلمان امروزی ممنوع است و تنها در موسسات آموزشی به همراه کسانی که در تاریخ هولوکاست مدرک دارند امکانپذیر است؛ ولیکن نسخه‌های ترجمه شده این فیلم در اینترنت به راحتی قابل دسترسی است.